# Show Champion
Show Champion (쇼 챔피언?) è un programma televisivo musicale sudcoreano trasmesso da MBC M live ogni venerdì sera dal 14 febbraio 2012.
Show Champion seleziona la Top 10 delle canzoni della settimana e decide il vincitore combinando le vendite digitali (50%), il voto su MelOn (15%), le vendite fisiche secondo la classifica Hanteo (20%) e la classifica secondo i professionisti e i giudici di MBC Music (15%). La canzone vincitrice viene dichiarata "Champion Song".

## Presentatori

### Presentatori fissi
- Kim Shin-young, Shindong (14 febbraio-25 dicembre 2012)
- Hahm Eun-jung (30 gennaio–28 agosto 2013)
- Amber (30 gennaio-18 dicembre 2013)
- Kangin (8 gennaio-31 dicembre 2014)
- Jaehyun, Doyoung (21 gennaio 2015-1 luglio 2015)
- Kim Shin-young (8 luglio 2015-11 dicembre 2019)
- Moon Bin, Yoon San-ha, Kangmin (4 marzo 2020-in corso)

### Presentatori ospiti
- John Park (3 aprile 2012)
- Lizzy (17 luglio 2012)
- Leeteuk (11 settembre 2012)
- Eunhyuk (18 settembre 2012)
- Luna (6 marzo 2013, 20 marzo-27 marzo 2013, 9 ottobre-16 ottobre 2013)
- Daehyun (13 marzo 2013)
- Youngjae (13 marzo 2013, 4 settembre 2013)
- Himchan (4 settembre 2013)
- Dongjun, Junyoung (11 settembre 2013)
- Ilhoon, Sungjae (18 settembre 2013)
- Baekho, Minhyun (25 settembre 2013)
- N (20 novembre 2013)
- Lee Jae-jin, Song Seung-hyun (4 dicembre 2013)
- Suho, Xiumin (18 dicembre 2013)